# Арап чал
Арап чал е защитена местност в България. Намира се в землището на село Света Петка, област Пазарджик.
Защитената местност е с площ 220,8 ha. Обявена е на 19 март 1981 г. с цел опазване на застрашени видове – глухар и лещарка.
В защитената местност се забранява:
- повреждането на горската растителност;
- пашата на домашни животни;
- преследването или безпокоенето на дивите животни и взимането на техните малки или яйцата им, както и разрушаването на гнездата и леговищата им;
- разкриването на кариери, провеждането на минно-геоложки и други дейности, с които се изменя естествения облик на местността;
- използване на химически средства за борба с горските вредители.[1]

Разрешено е:
- зимното подхранване на птиците;
- поддържане на поляните чрез отстраняване на самонанасящата се по тях дървесна и храстова растителност;
- откриването на нови поляни;
- извеждането на санитарни сечи.[1]